# Wierzbno (gromada w powiecie węgrowskim)
Wierzbno – dawna gromada, czyli najmniejsza jednostka podziału terytorialnego Polskiej Rzeczypospolitej Ludowej w latach 1954–1972.
Gromady, z gromadzkimi radami narodowymi (GRN) jako organami władzy najniższego stopnia na wsi, funkcjonowały od reformy reorganizującej administrację wiejską przeprowadzonej jesienią 1954 do momentu ich zniesienia z dniem 1 stycznia 1973, tym samym wypierając organizację gminną w latach 1954–1972.
Gromadę Wierzbno z siedzibą GRN w Wierzbnie utworzono – jako jedną z 8759 gromad – w powiecie węgrowskim w woj. warszawskim, na mocy uchwały nr VI/10/22/54 WRN w Warszawie z dnia 5 października 1954. W skład jednostki weszły obszary dotychczasowych gromad Cierpięta, Helenów, Janówek, Jaworek (z wyłączeniem kolonii Majdan), Kazimierzów (z wyłączeniem kolonii Stary Dwór), Las Jaworski, Soboń, Świdno, Wólka i Wierzbno ze zniesionej gminy Ossówno w tymże powiecie. Dla gromady ustalono 18 członków gromadzkiej rady narodowej.
31 grudnia 1959 do gromady Wierzbno przyłączono obszary zniesionych gromad Ossówno i Karczewiec (bez wsi Suchodół) w powiecie węgrowskim, a także kolonie Majdan i Stary Dwór ze znoszonej gromady Kluki w powiecie mińskim w tymże województwie.
31 grudnia 1961 do gromady Wierzbno włączono wsie Koszewnica, Skarżyn i Sulki ze zniesionej gromady Czerwonka-Kolonia w tymże powiecie.
Gromada przetrwała do końca 1972 roku, czyli do kolejnej reformy gminnej. 1 stycznia 1973 w powiecie węgrowskim utworzono gminę Wierzbno.